# 恐怖の島 (1958年の映画)
恐怖の島（きょうふのしま、Enchanted Island）は、1958年のテクニカラーのアドベンチャー映画。 
公開ワーナー・ブラザース。監督アラン・ドワン。製作ベネディクト・ボジョー。脚本ハロルド・ジェイコブ・スミス、ジェームズ・レスター、アル・スティルマン。
ハーマン・メルヴィルの『タイピー』を元にしている。

## キャスト
| 役名         | 俳優                         | 日本語吹替                                |
| 役名         | 俳優                         | TBS版                                     |
| ------------ | ---------------------------- | ----------------------------------------- |
| アブナー     | ダナ・アンドリュース         | 山内雅人                                  |
| フェイウェイ | ジェーン・パウエル           | 沢田敏子                                  |
| トム         | ドン・ダビンス               | 井上真樹夫                                |
| メヘビ       | フレデリック・レデブール     | 杉田俊也                                  |
| ドーリィ     | アーサー・シールズ           | 石井敏郎                                  |
| 船長         | テッド・デ・コルシア         | 渡部猛                                    |
| ムーア       | レス・ヘルマン               | 飯塚昭三                                  |
| 魔術師       | フランシスコ・レイゲラ       | 宮内幸平                                  |
| コリコリ     | アグスティン・フェルナンデス | 神山卓三                                  |
| 水夫(1)      |                              | 村松康雄                                  |
| 水夫(2)      |                              | 増岡弘                                    |
| 娘(1)        |                              | つかせのりこ                              |
| バエキフ     |                              | 藤原登紀子                                |
| ナレーション |                              | 宮内幸平                                  |
|              |                              |                                           |
| 演出         | 演出                         | 田島荘三                                  |
| 翻訳         |                              |                                           |
| 効果         |                              |                                           |
| 調整         | 調整                         | 杉原日出弥                                |
| 制作         | 制作                         | トランスグローバル                        |
| 解説         |                              |                                           |
| 初回放送     | 初回放送                     | 1973年7月22日 『3時の指定席』 15:00-16:30 |